# قائمة الآلات الزراعية
وفرت الآلات الزراعية الوقت والجهد المبذول في الزراعة وأمكن زيادة مساحة الرقعة الزراعية لتلبية الاحتياجات البشرية المتزايدة من المحاصيل الغذائية والتجارية بالإضافة إلى زيادة رفاهية العامل الزراعي ورفع مستواه المعيشي وتوفير فرص عمل جديدة.

## استخدامات الآلات الزراعية

### المحاريث
وفرت المحاريث
التي تعمل على تحضير مهد جيد للبذور وتسهل عملية الري وذلك باستخدام آليات تسوية التربة وبذا تساهم في تقليل الفاقد من المياه أيضاً تستخدم في تطبيق بعض العمليات الزراعية مثل نثر الأسمدة ورش المبيدات.
لف الآلات القاطعة اليدوية أصبحت الحاصدات الآلية تقوم بحصاد المحاصيل النامية فوق سطح الأرض مثل القمح وكذلك المحاصيل الدرنية المختفية تحت سطح الأرض مثل البطاطس الشمندر.

### مضخات رفع المياه
بعد أن كان الري يتم عن طريق المعدات اليدوية مثل الطنبور الشادوف الذي استخدمه المصريون مثل القدم، حلت الطلمبات الرافعة التي تدار بمحركات الديزل محلها لري المساحات الكبيرة في أقل وقت ممكن، كما ساعدت المضخات الزراعية على ري المناطق التي تروى على الآبار.

### حلج القطن
أدى ظهور آلات حلج القطن واتساع نطاق استخدامها إلى تطوير صناعة القطن وإنتاج المنسوجات وأخرى مثل صناعة الزيت والأعلاف الناتجة عن كسر قشرة القطن.
الحلج هو عملية فصل القطن الزهرة عن القطن الشعرة والذي يستخدم وفي صناعة المنسوجات القطنبة ومخلفات الحليج عباره عن البذرة والتي تستخدم في صناعة الزيوت ومخلفات صناعة الزيوت عباره عن مواد صلبة تعرف بالأمباز والذي يستخدم كعلف مركز للحيوان، بعض البذور تتم معاملتها بطريقة معينة لإنتاج تقاوى للمواسم المقبلة.

### مكافحة الآفات
أدى تطوير آلات رش المبيدات الحشرية إلى زيادة سيطرة المزارعين على الآفات الحشائش الضارة التي تصيب محصولاتهم قبل استفحالها وقضائها على المحصول، وكذلك مكنتهم من السيطرة على المساحات الزراعية الشاسعة بأسرع وقت ممكن، إلا أن زيادة استخدام تلك الإمكانيات أو عدم الدراية الكافية بآثارها الجانبية، يؤثر سلباً على البيئة وعلى المحاصيل ذاتها.

### الحصاد
أدت المشقة التي يعانيها المزارعون والفلاحون في حصد المزروعات والثمار إلى ابتكار العديد من آلات الحصاد مثل حصادة الجزر وحصادة البطاطس، ومنها ما يعمل طريق المحاريث الحيوانية ومنها م يعمل عن طريق الجرارات والآلات الميكانيكية.

## معرض صور

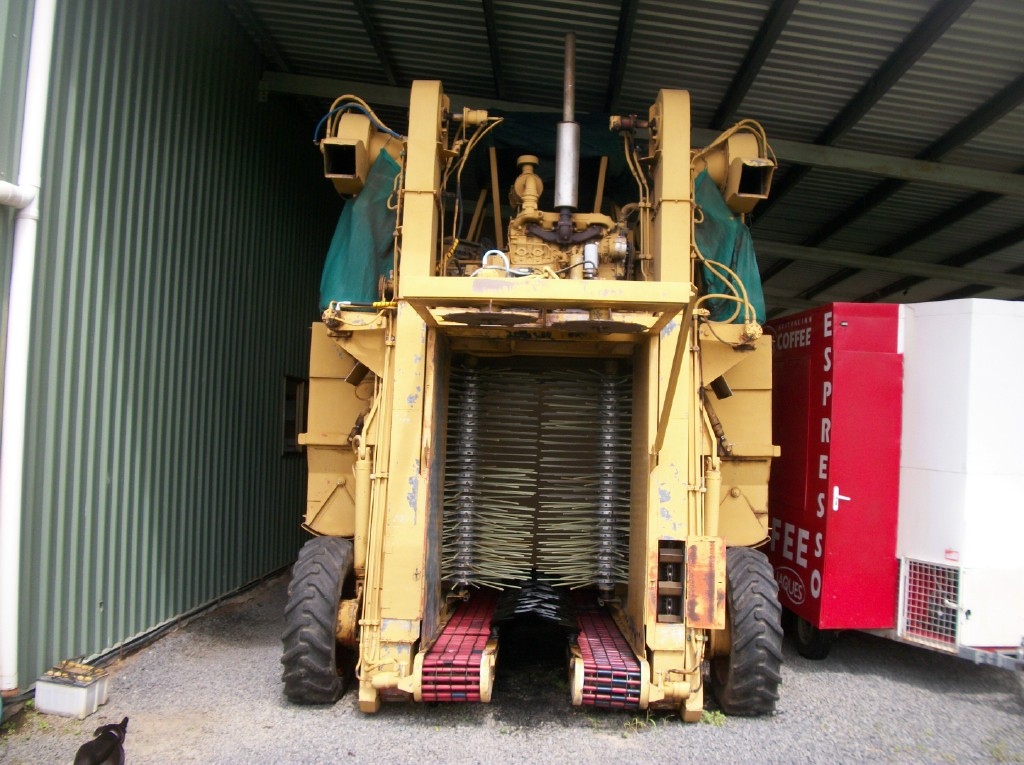
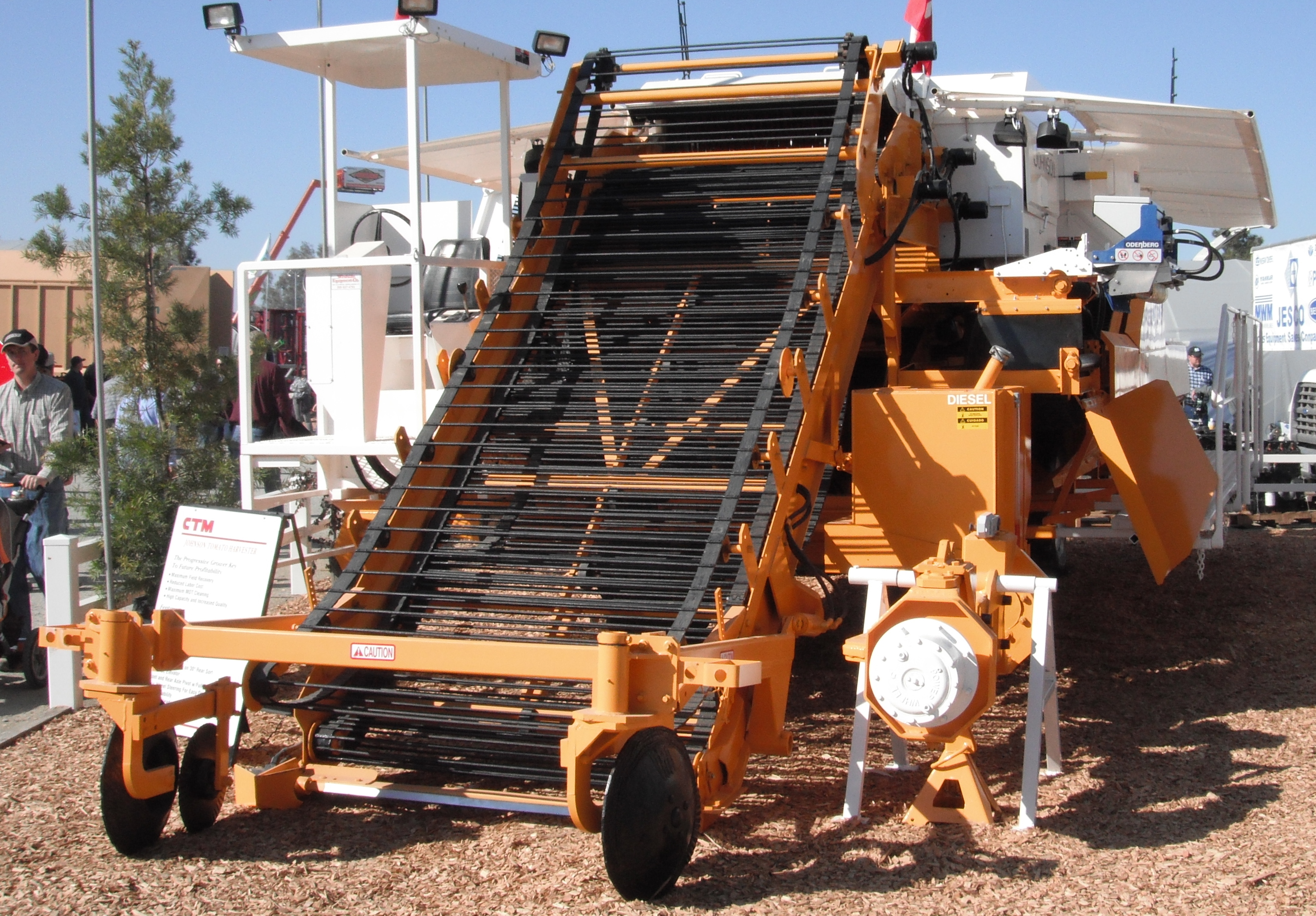
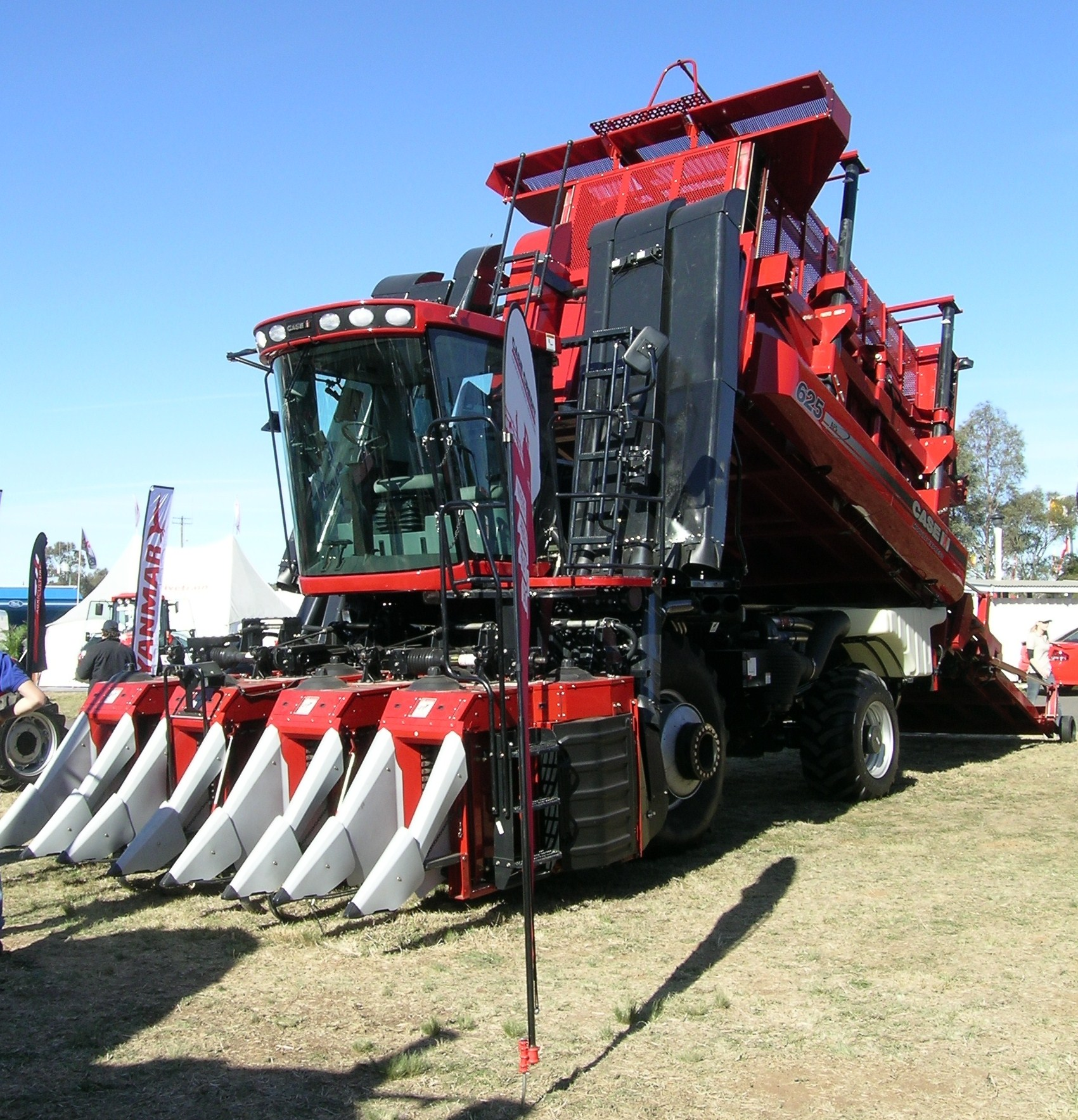

## مواقع ذات صلة
- موقع زراعة نت